# Эссекс (королевство)
Восточное Саксонское Королевство (др.-англ. Ēastseaxna rīce, лат. Regnum Orientalium Saxonum) — одно из семи королевств так называемой англосаксонской гептархии.
Эссекс был основан в начале VI века в юго-восточной Англии на территории современных графств Эссекс, Хартфордшир и Мидлсекс, а также в короткий период — Кент. Короли Эссекса нередко были вассалами других правителей. Так, последний король — Сигеред — передал государство королю Уэссекса Эгберту.

## История
Сохранилось немного документов, подтверждающих существование этого англосаксонского государства. Все они являются т. н. англосаксонскими хартиями — относящимися к раннему Средневековью документами. Примечательно, что среди них нет ни одной хроники на древнеанглийском языке. В 477 году, в эпоху «великого вторжения англосаксов», на территорию Британии прибыло большое количество разных саксонских племен под началом Эллы и Сэксы. Сэкса и его дружина осели на территории современного графства Эссекс. Датой основания королевства считается 527 год, когда саксы полностью захватили эту территорию у бриттов. Последующие года в Эссексе сидели наместники из Кента и Уэссекса. В 571 году король Эссекса Следда захватил у бриттского королевства Калхвинед город Каэр-Лундин, который был переименован в Люнденбург. При короле Саберте в Эссексе появилось христианство. После его смерти его сыновья разделили Эссекс, снова затем объединенный при Сигеберте. В период с 664 года по 738 год Эссекс неоднократно разделялся между королями. С 664 года Эссекс попал под влияние, могущественного северного соседа, Мерсии.
В 812 году Мерсия свергла короля Сигереда и сделала его герцогом Эссекса. В 825 году Уэссекс добился контроля над Эссексом, но Сигеред остался там герцогом. В 830 году Сигерик объявил себя королём Эссекса и бежал в Мерсию, где его поддерживали. В 840 году он со своим формальным титулом там и умер, Эссекс стал частью Уэссекса.

## Правители Эссекса
| Правление         | Имя                            | Примечания |
| ----------------- | ------------------------------ | --- |
| 527 — 587         | (возможно) Эсквин (Aescwine)   | Первый король Эссекса; по некоторым источникам первым был Следда.                                                        |
| 587 — ок. 604     | Следда (Sledda)                | Сын Эсквина. |
| ок. 604 — 616/7?  | Саберт (Saebert)               | Сын Следда. |
| 616/7? — 623?     | Сексред (Sexred)               | Сын Саберта. Совместно с Севардом и ещё одним братом, возможно Сексбальдом; погиб в битве с Уэссексом.                   |
| 616/7? — 623?     | Севард (Saeward)               | Сын Саберта. Совместно с Сексредом и ещё одним братом, возможно Сексбальдом; погиб в битве с Уэссексом.                  |
| 616/7? — 623?     | (другой брат, имя неизвестно)  | Сын Саберта. Совместно с Севардом и Сексредом; погиб в битве с Уэссексом. Возможно он был Сексбальдом, отцом Свитхельма. |
| 623? — ок. 653    | Сигеберт I Малый (Sigeberht)   | Сын Севарда. |
| ок. 653 — 660     | Сигеберт II Добрый (Sigeberht) | Сын Севарда или Сексреда.                                                                                                |
| 660 — 664         | Свитхельм (Swithelm)           | Сын Сексбальда. |
| 664 — 683         | Сигхер (Sighere)               | Сын Сигеберта II Доброго; совместно с Себби.                                                                             |
| 664 — ок. 694     | Себби (Sebbi)                  | Сын Сексреда; совместно с Сигхером; отрёкся в пользу своего сына Сигехерда.                                              |
| ок. 694 — ок. 709 | Сигехерд (Sigeheard)           | Сын Себби; совместно с братом Свефредом.                                                                                 |
| ок. 695 — ок. 709 | Свефред (Swaefred)             | Сын Себби; совместно с братом Сигехердом.                                                                                |
| ок. 709           | Оффа (Offa)                    | Совместно с Свефредом и Сигехердом в позднее правление.                                                                  |
| ок. 709? — 746    | Селред (Saelred)               | Дальний потомок Следда. Возможно совместно с Свефбертом.                                                                 |
| ок. 715 — 738     | Свефберт (Swaefbert)           | Возможно совместно с Селредом.                                                                                           |
| 746 — 758         | Свитред (Swithred)             | Внук Сигехерда. |
| 758 — 798         | Сигерик (Sigeric)              | Сын Селреда; отрёкся. |
| 798 — 812         | Сигеред (Sigered)              | Сын Сигерика. Присоединение к Мерсии; в 812—825 годах — герцоги.                                                         |

## Столица
Столицей Эссекса был Лондон.